# 바로슐리게트
바로슐리게트(헝가리어: Városliget)는 헝가리 부다페스트 중심에 위치한 공립 공원이다. 302 에이커, 즉 1.2 km2 0.9 마일 × 0.6 마일, 즉 1.4km × 0.9km의 직사각형형 공원으로, 주글로 (부다페스트 14구)에 위치한다. 회쇠크 광장의 메인 입구로, 세계유산으로 등록되어 있다.
|  | 1. – 군델 2. – 부다페스트 동식물원 3. – 부다페스트 대 서커스 4. – 오락시설 5. – 세체니 온천 6. – 버이더후녀드 성 7. – 페퇴피 처르노크 8. – 부다페스트 교통박물관 9. – 회쇠크 광장 10. – 부다페스트 미술관 11. – 뮈처르노크 |

## 명칭
이 지역은 한때 외쾨르뒬뢰(Ökör-dűlő)라고 불리었다. 이 이름은 1241년 문헌에 처음 나온다. 18세기 중반에 이 지역은 독일어로 오히센리에드(Ochsenried)라고 불리게 되었다. 또한이 무렵, 공식 명칭은 버챠니에르되(Batthyány-erdő)라고 바뀌었다. 나무는 1751년에 심은 이후 19세기 초까지 공원으로 조성이 이루어졌다. 그리고 현재의 이름으로 바뀌었다.

## 역사
이 지역에서는 1751년 나무 심기가 시작되어 점차 공원으로 정비되어 갔다. 그리고 1896년 기념식에 즈음하여 주변의 언드라시 거리와 부다페스트 지하철 1호선, 나지쾨루트가 정비되었다.

## 스포츠
바로슐리게트는 유럽 최대의 아이스링크를 가지고 있다.

## 같이 보기
- 머르기트섬